# Jan-Hendrik Dietrich
Jan-Hendrik Dietrich (* 1976) ist ein deutscher Jurist und  Hochschullehrer für Verwaltungsrecht, Staatsrecht und Sicherheitsverwaltungsrecht am Fachbereich Nachrichtendienste der Hochschule des Bundes für öffentliche Verwaltung.

## Leben
Jan-Hendrik Dietrich studierte Rechtswissenschaft an der Universität Hamburg und absolvierte seinen juristischen Vorbereitungsdienst im Bezirk des Hanseatischen Oberlandesgerichtes in Hamburg. 2011 promovierte er an der Universität Hamburg mit einer Arbeit über „Landesverteidigung in den Grenzen der Umweltpflichtigkeit“ zum Dr. iur.  Für diese Arbeit erhielt er den Biokratiepreis 2012.
Der Generalbundesanwalt beim Bundesgerichtshof erteilte Dietrich 2015 den Auftrag, ein Gutachten zur Frage der Strafbarkeit von Veröffentlichungen vertraulicher Unterlagen des Bundesamtes für Verfassungsschutz durch netzpolitik.org anzufertigen. Daraufhin veröffentlichte netzpolitik.org die Zugangsberechtigung für Verschlusssachen, die Dietrich als Mitarbeiter des Bundesnachrichtendienstes ausweist. Das Bundesministerium der Justiz veranlasste die Rücknahme dieses Auftrages. Die Kontroverse um den Sachverhalt führte im August 2015 zur Entlassung des Generalbundesanwaltes Harald Range. Die wesentlichen Ergebnisse dieses Gutachtens veröffentlichte Dietrich 2016 in der Zeitschrift „Rechtswissenschaft“.
Er ist Mitherausgeber der „Zeitschrift für das Gesamte Sicherheitsrecht“ (GSZ) sowie der „Zeitschrift für Didaktik der Rechtswissenschaft“ (ZDRW).
Von 2017 bis 2023 war er gemeinsam mit Uwe M. Borghoff und seit 2024 gemeinsam mit Carlo Masala Leiter des Center for Intelligence and Security Studies (CISS) und des gemeinsam von der Hochschule des Bundes und der Universität der Bundeswehr München getragenen Studienganges „Master in Intelligence and Security Studies“ (MISS). Dies ist der bislang einzige auf Intelligence Studies spezialisierte Studiengang in Deutschland.
Dietrich ist, zusammen mit Kurt Graulich Schriftleiter der Zeitschrift für das Gesamte Sicherheitsrecht. Zudem ist er Mitglied im Redaktionsbeirat des Journal of Intelligence and Counterintelligence. 2024 wurde er von der Enquete-Kommission Lehren aus Afghanistan des deutschen Bundestages als Sachverständiger im Cluster 4 (Steuerung/Koordinierung/Akteursumfeld/nationale Steuerung/Koordinierung) hinzugezogen.

## Schriften (Auswahl)
- Jan Hendrik Dietrich et. al.: Nachrichtendienste im demokratischen Rechtsstaat. In: Beiträge zum Sicherheitsrecht und zur Sicherheitspolitik. Band 1. Mohr Siebeck, Tübingen 2018, ISBN 978-3-16-155923-5, S. 45–53.
- Jan-Hendrik Dietrich, Sven-R. Eiffler (Hrsg.): Handbuch des Rechts der Nachrichtendienste. Boorberg, Stuttgart 2017, ISBN 978-3-415-05921-4.
- Jan-Hendrik Dietrich: Rekonstruktion eines Staatsgeheimnisses. In: Rechtswissenschaft. Band 7, Nr. 4, 2016, S. 566–596, doi:10.5771/1868-8098-2016-4-566.
- Reflexive Rechtswissenschaft: Zur Notwendigkeit einer rechtswissenschaftlichen Didaktik. In: Kritische Vierteljahresschrift für Gesetzgebung und Rechtswissenschaft. Band 95, Nr. 3, 2012, S. 45–53, doi:10.5771/2193-7869-2012-3-217.
- Arne Pilniok, Jan-Hendrik Dietrich, Judith Brockmann (Hrsg.): Methoden des Lernens in der Rechtswissenschaft - forschungsorientiert, problembasiert und fallbezogen. Nomos, Baden-Baden 2012, ISBN 978-3-8452-3660-5.
- Arne Pilniok, Jan-Hendrik Dietrich, Judith Brockmann (Hrsg.): Exzellente Lehre im juristischen Studium - auf dem Weg zu einer rechtswissenschaftlichen Fachdidaktik. Nomos, Baden-Baden 2012, ISBN 978-3-8329-6385-9.
- Jan-Hendrik Dietrich: Landesverteidigung in den Grenzen der Umweltpflichtigkeit. Nomos, Baden-Baden 2011, ISBN 978-3-8329-6460-3 (Dissertation).